# Monte Ubione
Il monte Ubione è una montagna delle Prealpi Bergamasche alta 895 m.

## Caratteristiche
Pur avendo un'altezza decisamente modesta, la sua vetta offre un ampio panorama sulla Pianura padana, sulla Valle Imagna e sulla bassa Val Brembana poiché esso è posto all'estremità meridionale dello spartiacque che collega le due valli citate. Per via della sua posizione strategica, la sua vetta è stata contesa in passato.
L'ampia vetta del Monte Ubione è caratterizzata da un terrazzo erboso sommitale (quota 895 metri), al centro del quale è montata la colossale croce di vetta. Affacciato verso la pianura e la val Brembana, vi è il Bivacco del Monte Ubione, assai popolare fra gli escursionisti nella notte della Vigilia di Natale.

## Salita alla vetta
Si può salire sulla vetta partendo dal comune di Clanezzo o dalla località Sopracorna di Ubiale.
Riguardo la salita dal cimitero di Clanezzo, non si incontrano grandi difficoltà tecniche. La traccia si sviluppa interamente nel bosco: inizialmente si superano gli ampi tornanti di un mulattiera fino al bivio per il ristorante Belvedere di Clanezzo (quota 415 m), per poi passare ad un sentiero un meno agevole. Si affronta quindi un tratto piuttosto ripido, costituito da grandi rocce affioranti e radici che in breve tempo porta all'ex bacino idrico ENEL, oggi abbandonato (quota 650 m). Ora si prosegue su di un tratto dalle pendenze più dolci, corrispondente al lungo dossone antistante la vetta: la vegetazione si fa via via meno folta, quindi si raggiunge una radura nei pressi del Passo della Regina (quota 744 metri). La meta rimane sempre ben visibile in corrispondenza dell'ultimo ripido tratto, caratterizzato ancora una volta da rocce e radici, oltre che da numerosi strappi polverosi.

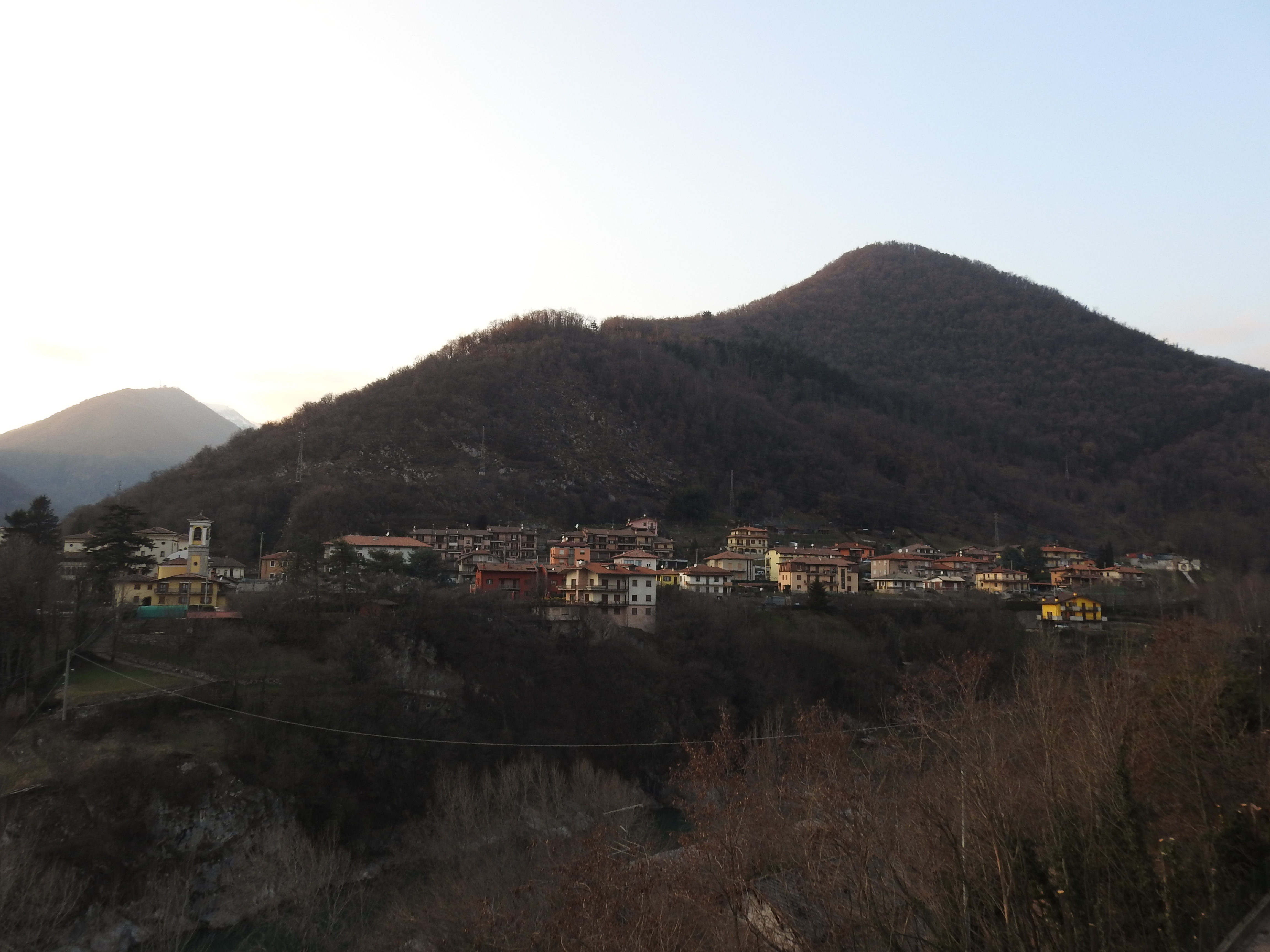
Il comune di Clanezzo ed il Monte Ubione

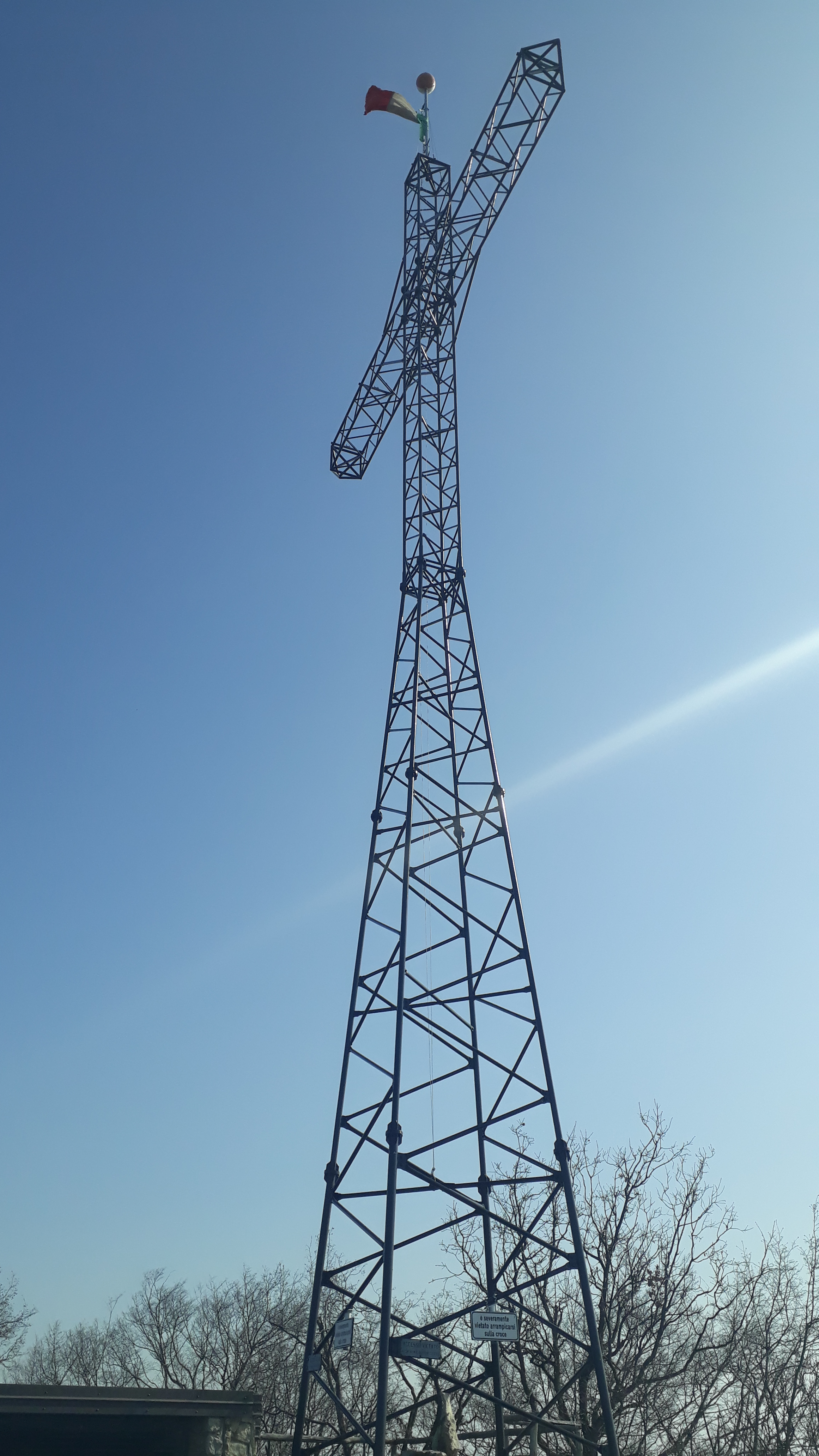
La croce sulla vetta del Monte Ubione